# Ronneburg (Assia)
Ronneburg è un comune tedesco di 3 504 abitanti, situato nel land dell'Assia.

## Amministrazione

### Gemellaggi
- Castronno, dal 2015[2]